# Tshamano Setone
Tshamano Setone (ur. 7 maja 1987 w Johannesburgu) – południowoafrykański lekkoatleta specjalizujący się w biegach długodystansowych. 
Wielokrotny mistrz RPA. Czternasty zawodnik 18. Igrzysk Wspólnoty Narodów w Melbourne (bieg na 5000 m). W 2008 zajął 8. lokatę w biegu na 3000 m z przeszkodami w mistrzostwach Afryki w Addis Abebie.

## Rekordy życiowe
| Konkurencja                   | Rezultat | Data             | Miejsce        |
| ----------------------------- | -------- | ---------------- | -------------- |
| Bieg na 800 m                 | 1:49,27  | 26 stycznia 2007 | Secunda        |
| Bieg na 1500 m                | 3:38,29  | 6 lutego 2009    | Durban         |
| Bieg na 3000 m                | 7:49,43  | 18 lipca 2010    | Tanger         |
| Bieg na 3000 m z przeszkodami | 8:38,59  | 8 lutego 2008    | Durban         |
| Bieg na 5000 m                | 13:25,51 | 19 lutego 2010   | Port Elizabeth |
| Bieg na 10 km                 | 28:22    | 29 sierpnia 2009 | Stellenbosch   |
| Półmaraton                    | 1:02:26  | 5 lipca 2008     | Port Elizabeth |